# Little Eaton
Little Eaton est une paroisse civile et un village du Derbyshire, en Angleterre.